# Johann Michael Hahn
Johann Michael Hahn, född den 2 februari 1758 i Altdorf vid Böblingen, död den 20 januari 1819 i Sindlingen (numera del av Jettingen) vid Herrenberg, var en tysk pietistisk teosof.
Hahn var son till en bonde. Genom studiet av Böhmes och Oetingers skrifter förmåddes han att uppträda både som skriftställare och predikant. Han förkunnade ett nytt, mot den ortodoxa läran stridande, teosofiskt system, som även efter Hahns död räknade en mängd anhängare, de så kallade Michelianerna. Hans skrifter utgavs 1819 (i 15 band). Några av hans andliga sånger är i bearbetning upptagna i officiella psalmböcker.